# Зирін Олександр Альбертович
Зирін Олександр Альбертович — український незалежний телевізійний продюсер, режисер-постановник ТБ, музичний та телевізійний оглядач, член Національної спілки журналістів України.

## Біографія
Народився 10 лютого 1960 року у Києві. Освіта вища -в 1986 році закінчив факультет журналістика Київського державного університету ім. Т. Г. Шевченка (спеціалізація — тележурналістика)
В 1978–1980 роках проходив строкову службу в армії.

## Фахова і творча діяльність
Зирін Олександр Альбертович свою трудову діяльність розпочав в обчислювальному центрі КДУ ім..Т. Г. Шевченка в 1977 році.
Практичну роботу в журналістиці розпочав в 1979 році — кореспондент армійської газети «Суворівський натиск».
В 1979 році закінчив школу військових кореспондентів.

Практичну роботу на телебаченні розпочав в 1982 року в Головній редакції інформації Державного телебачення України.
Перші самостійні телевізійні режисерські та журналістські роботи виконано в 1983 році.

Автор більше ніж 150 телевізійних робіт різних жанрів(замальовок, сюжетів, нарисів, програм, відеофільмів). 

Один з авторів та режисер-постановник оригінальних інформаційних та інформаційно-розважальних програм «Вечірні новини» та «Вечірній вісник»- найпопулярніших ТБ-програм на УТ в 1989–1991 роках.
Автор та режисер одних з перших українських фахових відеокліпів: «Колыбельная для взрослых»(найкоротший відеокліп в історії України), «Полюби мене,Наталю!»- гурт «Красные»(Київ), «Ганьба!»- легендарної української співачки Віки Врадій — «Сестричка Віка» (Львів).
Автор та режисер першої української циклової незалежної телевізійної спортивної програми «Аут» (ефір — перший комерційний 7 ТБ-канал Києва «Мегапол» в 1991 році).
В 1990—1991 роках — вперше в Україні разом з колегами організував незалежну роботу для інформаційної ТБ-служби «ТСН» (Москва).
В 1991 році — виконавчий продюсер та режисер-постановник телебачення на Міжнародній мистецькій акції, присвяченій п'ятій річниці чорнобильської біди. Вперше в Україні всю роботу ТБ на масштабній акції організувала та провела недержавна ТБ-команда. Відеофільм був продемонстрований в комісіях ЮНЕСКО та в ефірі комерційних каналів України.
В 1992 році режисер-постановник телебачення на всеукраїнському музичному фестивалі «Вернісаж. Нова українська хвиля» — вперше роботу на всеукраїнському пісенному фестивалі проводила недержавна команда продюсерів і телевізійників. Вперше роботи відбувалися на надсучасній ТБ-техніці «ПТС», запис вперше в Україні проводився у форматі "«Betacam-SP». Відеофільм демонструвався комерційними ТБ-каналами в Україні та Німеччини.
Того ж року-режисер-постановник музичного відеофільму «Тарас Бульба-92» -перший в Україні 9-ти серійний музичний телевізійний фільм, присвячений живій музиці на міжнародному фестивалі у м.Дубно (студія «Укртелефільм»).
Режисер-постановник телевізійних фільмів, присвячених українській авторській та рок-музиці «Шлях до волі»(2 серії) та «Рок-н-рол на руїнах»(3 серії) — студія «Укртелефільм».
В 1993 році — виконавчий продюсер телевізійної версії та режисер-постановник телебачення на всеукраїнському музичному фестивалі «Червона Рута-93» (м. Донецьк).
Продюсер та режисер-постановник телевізійної версії міжнародного фестивалю «Тарас Бульба-93»(команди з Бельгії, Нідерландів, Великої Британії, Росії). Створено 4-х серійний музичний фільм для студії «Укртелефільм». Вперше в Україні всі права на ТБ-висвітлення міжнародної мистецької події придбані незалежним українським продюсером.
Режисер-постановник телебачення на міжнародній мистецькій акції «Україна єдина неподільна…» (Київ, Майдан Незалежності).
Режисер телебачення на дитячому фестивалі «Святошин-94»(вперше ТБ-версію дитячого фестивалю для національного ТБ-мовника створила недержавна команда телевізійників).
В 1995 році -режисер-постановник телебачення на всеукраїнському фестивалі «Червона Рута-95»(м. Севастополь).
Режисер-постановник телебачення на мистецькій джазовій акції «День святого Валентина-97».
В 1998 році — автор та режисер-постановник циклу телевізійних спортивно-розважальних шоу-програм «П'ять з п'яти»(оригінальність програми засвідчено свідоцтвом).
Автор ідеї та сценарних планів оригінальних розважальних телевізійних програм «Альбом»(оригінальність програми засвідчено свідоцтвом), «Сімнадцять пострілів», «Козацький ключ», «Ігри справжніх мужчин».
У 2001 році — автор ідеї, сценографії та режисер-постановник авторської ТБ-програми "Решето. «Оркестр Янки Козир.» на ТБ-каналі «ТЕТ»(Київ). Програма виходила в ефір рекордну для каналу кількість разів — понад 10.
Організатор показу по національному телебаченню повної версії фінальної частини відбору учасника від України на всесвітній фестиваль рок-музики «GBOB» Лондоні. Українські музиканти отримали десятки годин ефіру на Першому загальнонаціональному ТБ-каналі.
Протягом 2001 −2005 років створено оригінальну авторську концепцію побудови громадського ТБ в Україні «Система державного і суспільного (державного) телебачення в Україні». Концепцію оприлюднено 30 січня 2005 року.
З вересня 1999 року — викладацька діяльність у вищій школі (КДУ ім..Т. Г. Шевченка, КНУКіМ).
Вперше в Україні розроблено та впроваджено у практичне викладання комплекс оригінальних навчальних дисциплін : «Основи продюсування аудіовізуальних проектів», «Організація діяльності в сфері аудіовізуальних мистецтв», «Основи продюсування радіопроектів», «Структура медіапростору», «Творчі медіатехнології», «Технології телебачення».
Розроблено оригінальний навчальний курс «Складні постановчі телевізійні програми».
Протягом 1983–2012 років, як експерт та аналітик, підготовив низку резонансних матеріалів з питань розвитку і реалій вітчизняного телебачення та музики для численних українських та іноземних друкованих та Інтернет-видань («День», «Дзеркало тижня», «Вечірній Київ», «Аут», «Нота», «УРОК» «Телекритика», «Телерадіокур'єр», «Еще раз о музыке…», «Профіль» тощо).
У 2003–2011 роках мистецький директор-головний редактор українського мистецько-культурологічне видання «УРОК».

## Творчий доробок
У 2005 році видано унікальну книгу журналістське-розслідування «Бачення Євро. Хроніки українського Євробачення», присвячену реаліям участі України в телевізійному пісенному конкурсі «Євробачення».
Протягом 2006–2012 років підготовлено до друку другу частину книги «Бачення євро. Хроніки українського Євробачення» та книгу «Телебачення для суспільства. Інша історія».